# Hermann Weinbuch
Hermann Weinbuch (ur. 22 marca 1960 w Bischofswiesen) – niemiecki kombinator norweski i skoczek narciarski reprezentujący RFN, czterokrotny medalista mistrzostw świata, dwukrotny medalista mistrzostw świata juniorów, a także zdobywca Pucharu Świata. Po zakończeniu kariery został trenerem.

## Kariera
Pierwszy w karierze sukces Hermann Weinbuch osiągnął w 1978 roku, kiedy na mistrzostwach Europy juniorów w Murau zdobył indywidualnie złoty medal. W tym samym roku wystąpił na mistrzostwach świata w Lahti, gdzie zajął 21. miejsce. Podczas Mistrzostw Juniorów w kanadyjskim Mont-Sainte-Anne w 1979 roku zdobył swój drugi złoty medal w tej kategorii wiekowej. Już w 1980 roku wystartował na igrzyskach olimpijskich w Lake Placid, gdzie siedemnasty wynik na skoczni i także siedemnasty czas biegu dały mu szesnaste miejsce w całych zawodach. Na tych samych igrzyskach wystąpił także w konkursie skoków, ale rywalizację zakończył dopiero na 48. miejscu. W 1982 roku wspólnie z Thomasem Müllerem i Hubertem Schwarzem zajął czwarte miejsce w zawodach drużynowych na mistrzostwach świata w Oslo.
W Pucharze Świata zadebiutował 17 grudnia 1983 roku w Seefeld. Zajął wtedy piętnaste miejsce w konkursie rozgrywanym metodą Gundersena i tym samym już w swoim debiucie zdobył pierwsze pucharowe punkty. W sezonie 1983/1984 punktował jeszcze czterokrotnie, najlepszy wynik osiągając 7 stycznia 1984 roku w Schonach, gdzie był czwarty. W klasyfikacji generalnej zajął dziesiąte miejsce. W lutym 1984 roku wystąpił na igrzyskach olimpijskich w Sarajewie. Po konkursie skoków zajmował dziesiąte miejsce, na trasie biegu także uzyskał dziesiąty wynik i w efekcie zawody zakończył na ósmym miejscu. Miesiąc później razem z kolegami z reprezentacji był piąty w sztafecie na mistrzostwach świata w Rovaniemi.
Pierwsze pucharowe podium wywalczył 5 stycznia 1985 roku, kiedy wygrał zawody w Schonach. Wygrał także 16 marca 1985 roku w Oslo, a 23 lutego w Leningradzie i 2 marca w Lahti zajmował drugie miejsce. W klasyfikacji generalnej dało mu to drugie miejsce za Geirem Andersenem z Norwegii, a przed Hubertem Schwarzem. W styczniu 1985 roku brał udział w mistrzostwach świata w Seefeld. W zawodach indywidualny był siódmy w skokach, jednak na trasie biegu był najszybszy i ostatecznie zwyciężył, wyprzedzając Geira Andersena i Fina Jouko Karjalainena. Na tych samych mistrzostwach wraz z Thomasem Müllerem i Hubertem Schwarzem zdobył także złoty medal w sztafecie. Po skokach Niemcy zajmowali drugie miejsce, jednak po biegu wyprzedzili prowadzących Norwegów i sięgnęli po tytuł. Trzecie miejsce przypadło Finom.
Najlepsze wyniki Niemiec osiągnął w sezonie 1985/1986. Weinbuch zdominował rywalizację w Pucharze Świata wygrywając pięć z siedmiu zawodów: 4 stycznia w Schonach, 18 stycznia w Murau, 28 lutego w Lahti oraz 22 marca 1986 roku w Štrbskim Plesie. Ponadto 21 grudnia 1985 roku w Tarvisio i 14 marca 1986 w Oslo był drugi, a 29 grudnia w Oberwiesenthal zajął trzecie miejsce. W klasyfikacji generalnej był najlepszy, wyprzedzając Müllera oraz Andersena. Kolejny sezon ukończył na drugiej pozycji, ulegając tylko Torbjørnowi Løkkenowi z Norwegii. Czterokrotnie stawał na podium: 19 marca w Oslo odniósł swoje ostatnie pucharowe zwycięstwo, 27 lutego w Lahti i 13 marca w Leningradzie był drugi, a 6 marca 1987 roku w Falun był trzeci. Na mistrzostwach świata w Oberstdorfie zdobył indywidualnie brązowy medal, ustępując tylko dwóm Norwegom: Torbjørnowi Løkkenowi i Trondowi-Arne Bredesenowi. W zawodach drużynowych razem z Müllerem i Hansem-Peterem Pohlem zdobył swój trzeci złoty medal.
Weinbuch startował w zawodach do sezonu 1988/1989, ale już nie punktował. Na igrzyskach olimpijskich w Calgary w 1988 roku wystąpił tylko w konkursie indywidualnym, który ukończył na 29. pozycji. Nie brał udziału w Mistrzostwach świata w Lahti w 1989 roku. W 1987 r. nagrodzony został medalem Holmenkollen wraz z fińskim skoczkiem narciarskim Mattim Nykänenem.
Po zakończeniu kariery zawodniczej w 1989 roku został trenerem. Od 1996 do 2014 roku był głównym trenerem niemieckich kombinatorów norweskich. Po sezonie 2010/2011 miał zrezygnować z funkcji głównego szkoleniowca niemieckich kombinatorów norweskich. Zmienił jednak zdanie i poprowadził drużynę do igrzysk olimpijskich w Soczi. Następnie został asystentem trenera głównego niemieckich kombinatorów norweskich, Ronny'ego Ackermanna.
W kwietniu 2023 63-letni trener po 27 latach pracy i 57 medalach największych imprez zdecydował się rozstać z kadrą narodową, a jego następcą został były podopieczny Eric Frenzel.

## Osiągnięcia w kombinacji

### Igrzyska olimpijskie
| Miejsce | Dzień     | Rok  | Miejscowość | Konkurencja              | Wynik zwycięzcy | Strata      | Zwycięzca      |
| ------- | --------- | ---- | ----------- | ------------------------ | --------------- | ----------- | -------------- |
| 16.     | 19 lutego | 1980 | Lake Placid | Indywidualnie K-90/15 km | 432.200 pkt     | -46.960 pkt | Ulrich Wehling |
| 8.      | 12 lutego | 1984 | Sarajewo    | Indywidualnie K-90/15 km | 422.595 pkt     | -25.205 pkt | Tom Sandberg   |
| 29.     | 28 lutego | 1988 | Calgary     | Gundersen K-90/15 km     | 38:16.8 min     | +4:58.9 min | Hippolyt Kempf |

### Mistrzostwa świata
| Miejsce | Dzień       | Rok  | Miejscowość      | Konkurencja              | Wynik zwycięzcy | Strata     | Zwycięzca       |
| ------- | ----------- | ---- | ---------------- | ------------------------ | --------------- | ---------- | --------------- |
| 21.     | 20 lutego   | 1978 | Lahti            | Indywidualnie K-90/15 km | 435.24 pkt      | -59.51 pkt | Konrad Winkler  |
| 4.      | 26 lutego   | 1982 | Oslo             | Sztafeta K-90/3x5 km     | 1295.92 pkt     | -94.78 pkt | NRD             |
| 5.      | 18 marca    | 1984 | Rovaniemi        | Sztafeta K-90/3x5 km     | 1189.46 pkt     | -59.76 pkt | Norwegia        |
| 1.      | 18 stycznia | 1985 | Seefeld in Tirol | Gundersen K-90/15 km     | 410.10 pkt      | -          | -               |
| 1.      | 25 stycznia | 1985 | Seefeld in Tirol | Sztafeta K-90/3x5 km     | 1276.90 pkt     | -          | -               |
| 3.      | 13 lutego   | 1987 | Oberstdorf       | Gundersen K-90/15 km     | 423.80 pkt      | -2.36 pkt  | Torbjørn Løkken |
| 1.      | 14 lutego   | 1987 | Oberstdorf       | Sztafeta K-90/3x5 km     | 1261.94 pkt     | -          | -               |

### Mistrzostwa świata juniorów
| Miejsce | Dzień     | Rok  | Miejscowość      | Konkurencja              | Wynik zwycięzcy | Strata | Zwycięzca |
| ------- | --------- | ---- | ---------------- | ------------------------ | --------------- | ------ | --------- |
| 1.      | 16 lutego | 1979 | Mont-Sainte-Anne | Indywidualnie K-90/15 km | ?               | -      | -         |

### Puchar Świata

#### Miejsca w klasyfikacji generalnej
- sezon 1983/1984: 10.
- sezon 1984/1985: 2.
- sezon 1985/1986: 1.
- sezon 1986/1987: 2.

#### Miejsca na podium chronologicznie
| Nr  | Data             | Miejscowość    | Konkurencja         | Wynik zwycięzcy | Pozycja | Strata     | Zwycięzca         |
| --- | ---------------- | -------------- | ------------------- | --------------- | ------- | ---------- | ----------------- |
| 1.  | 5 stycznia 1985  | Schonach       | Gundersen K90/15 km | 422.935 pkt     | 1.      | -          | -                 |
| 2.  | 23 lutego 1985   | Leningrad      | Gundersen K90/15 km | 433.05 pkt      | 2.      | -14.50 pkt | Geir Andersen     |
| 3.  | 2 marca 1985     | Lahti          | Gundersen K90/15 km | ?               | 2.      | +41 s      | Geir Andersen     |
| 4.  | 16 marca 1985    | Oslo           | Gundersen K90/15 km | 430.400 pkt     | 1.      | -          | -                 |
| 5.  | 21 grudnia 1985  | Tarvisio       | Gundersen K90/15 km | 427.055 pkt     | 2.      | -3.065 pkt | Geir Andersen     |
| 6.  | 29 grudnia 1985  | Oberwiesenthal | Gundersen K90/15 km | 411.80 pkt      | 3.      | -4.10 pkt  | Thomas Müller     |
| 7.  | 4 stycznia 1986  | Schonach       | Gundersen K90/15 km | 421.700 pkt     | 1.      | -          | -                 |
| 8.  | 18 stycznia 1986 | Murau          | Gundersen K90/15 km | 417.145 pkt     | 1.      | -          | -                 |
| 9.  | 28 lutego 1986   | Lahti          | Gundersen K90/15 km | 414.000 pkt     | 1.      | -          | -                 |
| 10. | 14 marca 1986    | Oslo           | Gundersen K90/15 km | 428.020 pkt     | 2.      | -8.485 pkt | Hallstein Bøgseth |
| 11. | 22 marca 1986    | Štrbské Pleso  | Gundersen K90/15 km | 436.2 pkt       | 1.      | -          | -                 |
| 12. | 27 lutego 1987   | Lahti          | Gundersen K90/15 km | 425.630 pkt     | 2.      | -5.430 pkt | Thomas Müller     |
| 13. | 6 marca 1987     | Falun          | Gundersen K90/15 km | 424.645 pkt     | 3.      | -1.245 pkt | Torbjørn Løkken   |
| 14. | 13 marca 1987    | Leningrad      | Gundersen K90/15 km | 418.650 pkt     | 2.      | -2.125 pkt | Wasilij Sawin     |
| 15. | 19 marca 1987    | Oslo           | Gundersen K90/15 km | 432.400 pkt     | 1.      | -          | -                 |

## Osiągnięcia w skokach

### Igrzyska olimpijskie
| Miejsce | Dzień     | Rok  | Miejscowość | Konkurencja              | Wynik zwycięzcy | Strata     | Zwycięzca      |
| ------- | --------- | ---- | ----------- | ------------------------ | --------------- | ---------- | -------------- |
| 48.     | 23 lutego | 1980 | Lake Placid | Indywidualnie K-90/15 km | 271.0 pkt       | -115.6 pkt | Jouko Törmänen |